# Families, Relationships and Societies
Families, Relationships and Societies ist eine britische soziologische Fachzeitschrift. Die Zeitschrift konzentriert sich auf Forschung über Familien und Beziehungen in einer Lebensverlaufsperspektive. Sie wurde von einigen der führenden Wissenschaftler auf diesem Gebiet, u. a. von David Morgan gegründet.
Die Zeitschrift wird von Policy Press veröffentlicht, einer Verlagsmarke von Bristol University Press. Die Zeitschrift erscheint in einer Druckausgabe und digital.